# Крильйонський півострів
46°31′55″ пн. ш. 142°08′51″ сх. д. / 46.53199° пн. ш. 142.14737° сх. д.
Крильйо́нський півострів (рос. Крильонский полуостров; у 1905—1945 роках — півострів Ноторо, яп. 能登呂半島) — півострів на південному заході острова Сахаліну. Омивається із заходу Татарською протокою Японського моря, зі сходу — затокою Анівою Охотського моря. Закінчується високим урвистим мисом Крильйоном. Довжина близько 100 км, висота — до 588 м (гора Бамбукова 46°36′36.22″ пн. ш. 142°3′32.22″ сх. д. / 46.6100611° пн. ш. 142.0589500° сх. д.). Територія Невельського та Анівського міських округів Сахалінської області Російської Федерації. Названий за однойменним мисом, який своєю чергою назвали на честь французького воєначальника Луї-Бальбеса де Крильйона.